# ジョージ・アーネスト・モリソン

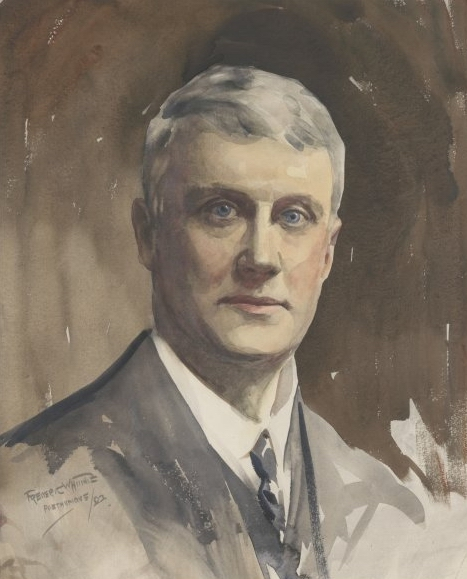
ジョージ・アーネスト・モリソン

ジョージ・アーネスト・モリソン（George Ernest Morrison、1862年2月4日 - 1920年5月30日）は、オーストラリア出身の旅行家、冒険家、『タイムズ』特派員、図書収集家である。中国名 莫理循（バクリジュン）。

## 生涯
ビクトリア州・ジーロング生まれ。メルボルン大学を卒業し、イギリスに行き、1887年、エジンバラ大学で医学を学び、モロッコの侍医となり、オーストラリアに帰国した。1882年から1883年にかけてオーストラリア、カーペンタリア湾からメルボルンを徒歩で縦断したことがある。
1893年、中国に行き、1894年、上海からラングーンまで、1896年、盤谷から雲南府に、1897年、満州を横断し、ストレチェンスクからウラジオストックまで旅行した。1895年、『タイムズ』通信員となり、1897年以降、北京に駐在し、1900年、義和団の乱に遭った。1905年、旅順で乃木希典の入城式に列して、また『タイムズ』代表としてポーツマス会議に出張した。
1907年からふたたび旅行を始め、北京からフランス領ベトナムに行き、1910年には北京から洛陽、新疆を経てパミール高原を越えて、トルキスタンまで横断した。日本には三たび来た。1912年『タイムズ』を辞め、中華民国総統府政治顧問となる。1919年パリ講和会議に中国代表に伴い訪欧したが、病気になりイギリスで死去した。58歳没。
中国滞在20年の間に極東に関する欧文文献を収集し（「モリソン文庫」と称された）、1917年、岩崎久弥に買い取られ、後の東洋文庫を形成した。

## 著書
- An Australian in China : being the narrative of a quiet journey across China to British Burma[4]、Horace Cox、1895年 NCID BA0926928X／with an introduction by David Bonavia、Oxford University Press、1985年 ISBN 978-0195839036／Illustrated版、Dodo Press、2008年 ISBN 978-1406577037
  - 『中国风情：风土』莫理循 著、张皓 訳、国际文化出版公司、1998年 ISBN 978-7801056467
  - An Australian in China - プロジェクト・グーテンベルク・オーストラリア eBook、July 2005